# Koba Kurtanidze
Koba Kurtanidze (13 de octubre de 1964-6 de diciembre de 2005) fue un deportista soviético que compitió en judo. Ganó una medalla en el Campeonato Mundial de Judo de 1989, y tres medallas en el Campeonato Europeo de Judo entre los años 1987 y 1990.

## Palmarés internacional
| Campeonato Mundial | Campeonato Mundial    | Campeonato Mundial | Campeonato Mundial |
| Año                | Lugar                 | Medalla            | Categoría          |
| ------------------ | --------------------- | ------------------ | ------------------ |
| 1989               | Belgrado (Yugoslavia) | Medalla de oro     | –95 kg             |
| Campeonato Europeo |                       |                    |                    |
| Año                | Lugar                 | Medalla            | Categoría          |
| 1987               | París (Francia)       | Medalla de oro     | –95 kg             |
| 1989               | Helsinki (Finlandia)  | Medalla de oro     | –95 kg             |
| 1990               | Helsinki (RFA)        | Medalla de bronce  | –95 kg             |